# Silurer

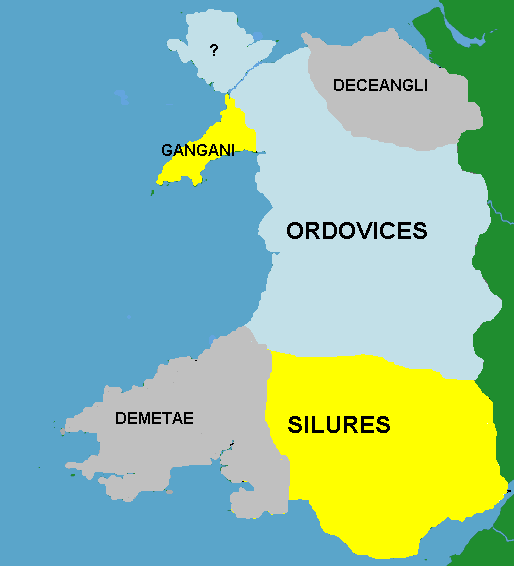
Verbreitung der Silurer in Wales vor der römischen Invasion.

Die Silurer waren ein mächtiger und kriegerischer Stamm im eisenzeitlichen und römischen Britannien; sie lebten ungefähr in den walisischen Bezirken Monmouth, Brecon und Glamorgan.
Sie leisteten vom Ende der 40er bis zum Anfang der 50er Jahre n. Chr. mit Hilfe von Caratacus (Caradoc), einem Adligen aus dem Stamm der Catuvellaunen, der aus dem Osten zu ihnen geflohen war, nachdem sein eigener Stamm geschlagen wurde, heftigen Widerstand gegen die römische Eroberung.
Um die römische Administration bei der Ausschaltung lokaler Opposition zu unterstützen, wurde ein Legionärslager (Isca Silurum, wohl beim heutigen Caerleon) inmitten des Stammesgebiets gebaut; bis zum Jahr 78 gelang es dem römischen Statthalter Sextus Iulius Frontinus, den Stamm endgültig zu unterwerfen.
Ihre Stadt Venta Silurum (Caerwent, 10 Kilometer westlich von Chepstow) wurde romanisiert, ähnlich wie Calleva Atrebatum (Silchester), blieb jedoch kleiner. Die massiven römischen Mauern des Ortes bestehen noch, bei Ausgrabungen wurde ein Forum freigelegt, Läden, viele komfortable Häuser mit Mosaiken etc. Eine Inschrift zeigt, dass Venta Silurum während der Kaiserzeit die Hauptstadt der Silurer war, deren ordo oder Bezirksrat die Verwaltung des Distrikts besorgte.
Gelegentlich wird in der keltischen Geschichte durch Begriffe wie „silurisch“ auf diese Zeit verwiesen. Der Dichter Henry Vaughan nannte sich selbst „Silurist“, um seine südwalisischen Wurzeln zu betonen.
Die geologische Periode Silur wird erstmals von Roderick Murchison aufgrund von Felsen im früheren Stammesgebiet der Silurer beschrieben, die dieser Zeit dann auch den Namen gaben.